# Piedras Stepping
Las piedras Stepping son tres prominentes rocas de la Antártida ubicadas a 64°47′S 64°00′O / -64.783, -64.000 a 0,5 millas al norte de la isla Limítrofe, en la costa sudoeste de la isla Anvers en el archipiélago Palmer. 
Las piedras forman uno de los pequeños refugios para las embarcaciones del personal que trabaja en la cercana Base Palmer en la bahía Biscoe. Fueron llamadas así por el personal de la base en 1972, ya que sirven de escala (stepping) para los viajes costeros.

## Reclamaciones territoriales
Argentina incluye a las piedras Stepping en el departamento Antártida Argentina dentro de la provincia de Tierra del Fuego, Antártida e Islas del Atlántico Sur; para Chile forman parte de la comuna Antártica de la provincia Antártica Chilena dentro de la Región de Magallanes y de la Antártica Chilena; y para el Reino Unido integran el Territorio Antártico Británico. Las tres reclamaciones están sujetas a los términos del Tratado Antártico.
Nomenclatura de los países reclamantes: 
- Argentina: ?
- Chile: ?
- Reino Unido: Stepping Stones